# الکس لوپز مورون
 الکس لوپز مورون (انگلیسی: Álex López Morón؛ زاده ۲۸ نوامبر ۱۹۷۰) یک تنیس‌باز اهل اسپانیا است. 